# Antonio Ier Acciaiuoli
Antonio Ier Acciaiuoli (mort au début de l'année 1435) seigneur de Thèbes puis duc d'Athènes de 1403 à 1435.

## Biographie
Antonio Ier était le fils illégitime de Nerio Ier Acciaiuoli et d'une Grecque appartenant à une famille influente, Maria Rendi. À la mort de son père, il reçut en apanage la Béotie (Thèbes et Livadiá). Il réussit à reprendre en 1403 le duché d'Athènes, passé aux mains des Vénitiens en 1395. Sa famille s'y maintint jusqu'à la conquête turque (1458).
Antonio Ier ne laissa pas de descendance légitime et sa succession fut disputée. Sa veuve, apparentée à la famille Chalcocondyle, chercha à garder le pouvoir mais fut évincée au profit
des fils d'un cousin d'Antonio, Franco, seigneur de Sycaminon (mort en 1420) : Nerio II Acciaiuoli et Antonio II Acciaiuoli,

## Article relié
- Famille Acciaiuoli